# Eldoret

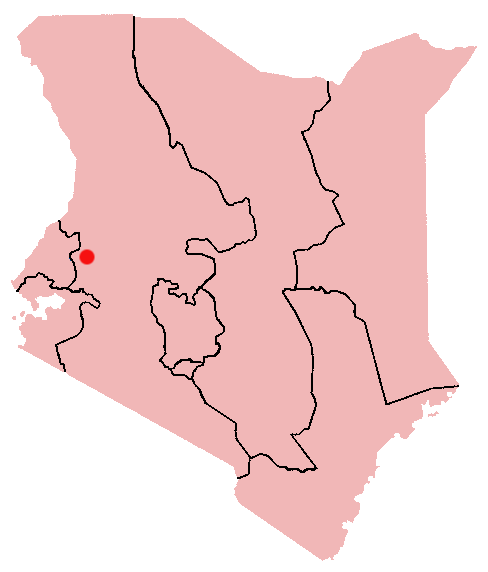
Eldoret elhelyezkedése Kenya tartománytérképén.

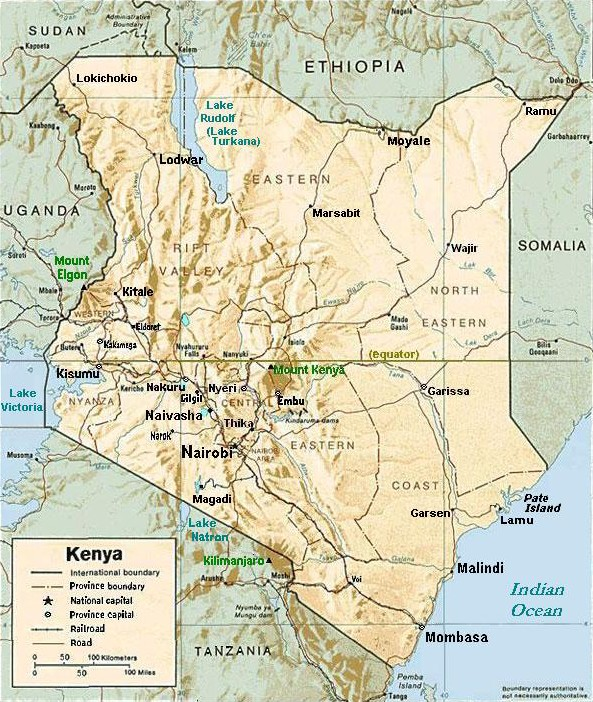
Eldoret Kenya térképén, Nairobitól északnyugatra, Uganda közelében (a nagyításhoz kattintson a térképre)

Eldoret város Kenya nyugati részében, Hasadékvölgy tartomány Uaszin Gisu kerületének székhelye. Nemzetközi repülőtere mintegy 2100 méteres tengerszinti magasságban van, a környező területek 2700 méterig emelkednek. Az 1999-es népszámlálás adatai szerint a város népessége 193 830 fő volt, a népesség gyorsan növekszik.

## Neve
A maszáj eldore szó jelentése „köves folyó” (a közeli Szosziani folyó valóban nagyon köves medrű). Ehhez a helyiek azért kapcsoltak t-t, mert így nandi szónak tűnik. A gyarmati idők kezdetekor ugyanis a területe a nandik foglalták el, Korábban maszájok, még korábban szirikvák éltek itt.

## Története
A város hivatalos története 1910-ben kezdődött, amikor a 64-es számú farmon, amely Willy van Aardt birtoka volt, postahivatalt hoztak létre. (Van Aardt utódai ma Angliában élnek.) A környéket 1908-ban afrikaans nyelvű dél-afrikai fehér telepesek kezdték el művelni, utánuk hamarosan más fehér és ázsiai telepesek is érkeztek.
A hely 1912-ben kapta a 64-es szám helyett az Eldoret nevet, amikor a terület kormányzója úgy döntött, közigazgatási központot hoznak itt létre. Ettől óriási lökést kapott a kereskedelem helyi fejlődése, gyors egymásutánban nyíltak az üzletek és bankot is létrehoztak. Eközben folytatódott az Ugandai vasútvonal építése Kibigoritól Uganda felé és 1924-ben a vasút eljutott Eldoretig. 1928-tól Eldoret vezetéken kezdte kapni a Szosziani vizét. 1933-ban az East African Power and Lighting Company áramot termelő erőművet létesített. Ekkor a városnak már egy kis reptere is volt.
Daniel arap Moi, a független Kenya második elnöke a szomszédos Baringo kerületben született és elnöksége alatt a vidék tovább fejlődött.
A 2007 végén kezdődött kenyai zavargások elérték Eldoretet is és 2008. január 1-jén legalább 30-an égtek halálra a menedéket keresők közül egy eldoreti templomban, valószínűleg többségükben kikujuk.

## Testvérvárosai
- Ithaca, New York, Amerikai Egyesült Államok[3]
- Minneapolis, Minnesota, USA (2000)[4]